# Дейд (округ, Джорджия)
Дейд (англ. Dade County) — округ штата Джорджия, США. Население округа на 2000 год составляло 15154 человек. Административный центр округа — город Трентон.

## История
Округ Дейд основан в 1837 году.

## География
Округ занимает площадь 450.7 км2.

## Демография
Согласно Бюро переписи населения США, в округе Дэйд в 2000 году проживало 15154 человек. Плотность населения составляла 33.6 человек на квадратный километр.